# Ngoyo
Ngoyo va ser un regne del clan Woyo localitzat al sud de la província de Cabinda (actualment República Democràtica del Congo i Angola).

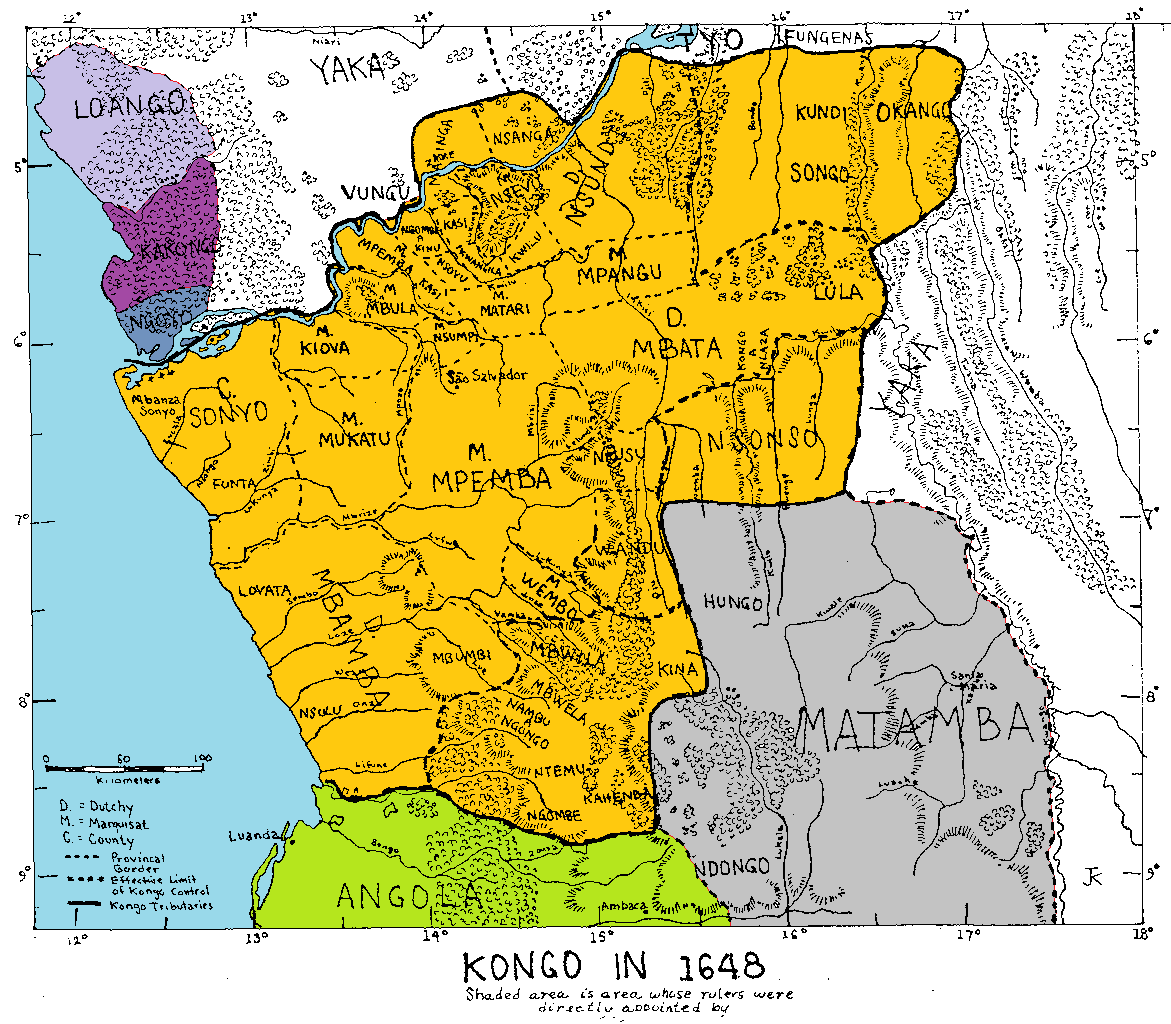
Mapa polític de la regió vers 1648.

## Geografia
Localitzat en la costa de l'oceà Atlàntic d'Àfrica Central, al nord del riu Congo, va ser fundat per un poble bantupel segle xv. La capital del país era Mbanza Ngoyo. Limitava al nord amb el regne Kakongo (al sud del regne de Loango), sent la resta de la seva frontera natural el riu Congo i l'oceà Atlàntic, i compartint la desembocadura fluvial amb el regne del Congo.

## Història
Ngoyo s'esmenta entre els títols del rei Afonso I del regne del Congo en 1535, igual que Kakongo, el seu veí.
Cap a 1700, la regió de Cabinda es va convertir en la principal proveïdora per la tracta d'esclaus al nord de Luanda, i l'economia del regne de Ngoyo es va veure fortament afectada.
En 1783, l'exèrcit de Ngoyo va sumar les seves forces a les de l'exèrcit del regne de Kakongo en un intent de destruir un fort portuguès a la zona. Finalment, l'estat es va dissoldre de facto enmig d'una guerra civil entre pretendents al tron en la dècada del 1830, després del fracàs per part de la noblesa del país a decidir un monarca successor. Després d'això, el país va signar en 1885 el Tractat de Simulambuco amb el Regne de Portugal, integrant-se en el protectorat de Cabinda al costat de Cacongo i Loango.